# Líbia az 1992. évi nyári olimpiai játékokon
Líbia a spanyolországi Barcelonában megrendezett 1992. évi nyári olimpiai játékok egyik részt vevő nemzete volt. Az országot az olimpián 4 sportágban 5 sportoló képviselte, akik érmet nem szereztek.

## Asztalitenisz
Férfi
| Versenyző                     | Versenyszám | Csoportkör                                                                                                 | Csoportkör | Nyolcaddöntő      | Negyeddöntő       | Elődöntő          | Döntő             | Helyezés |
| Versenyző                     | Versenyszám | Ellenfél Eredmény                                                                                          | Hely.      | Ellenfél Eredmény | Ellenfél Eredmény | Ellenfél Eredmény | Ellenfél Eredmény | Helyezés |
| ----------------------------- | ----------- | --- | ---------- | ----------------- | ----------------- | ----------------- | ----------------- | -------- |
| et-Táher Mohammed el-Mahdzsúb | Egyes       | I csoport · Ri Gunszang (Li Gun-Sang) (PRK) · 0-2 · Ilija Lupulesku (IOP) · 0-2 · Sule Olaleye (NGR) · 0-2 | 4.         | kiesett           | kiesett           | kiesett           | kiesett           | 49.      |

## Atlétika
Férfi
| Versenyző             | Versenyszám | Eredmény | Helyezés |
| --------------------- | ----------- | -------- | -------- |
| Mohammed Hamísz Táher | Maraton     | 2:35:46  | 75.      |

## Cselgáncs
Férfi
| Versenyző             | Versenyszám | Selejtező                                   | 32-es főtábla     | Nyolcaddöntő      | Negyeddöntő       | Elődöntő          | Vigaszág első kör | Vigaszág nyolcaddöntő | Vigaszág negyeddöntő | Vigaszág elődöntő | Bronz- mérkőzés   | Döntő             | Helyezés |
| Versenyző             | Versenyszám | Ellenfél Eredmény                           | Ellenfél Eredmény | Ellenfél Eredmény | Ellenfél Eredmény | Ellenfél Eredmény | Ellenfél Eredmény | Ellenfél Eredmény     | Ellenfél Eredmény    | Ellenfél Eredmény | Ellenfél Eredmény | Ellenfél Eredmény | Helyezés |
| --------------------- | ----------- | ------------------------------------------- | ----------------- | ----------------- | ----------------- | ----------------- | ----------------- | --------------------- | -------------------- | ----------------- | ----------------- | ----------------- | -------- |
| Szaíd Maszúd el-Agimi | Harmatsúly  | Kao Er-vej (Gao Erwei) (CHN) · 0000-1000    | kiesett           | kiesett           | kiesett           | kiesett           |                   |                       |                      |                   |                   |                   | 36.      |
| Jahja Gregni          | Váltósúly   | Jean-Jacques Rakotomalala (MAD) · 0000-1000 | kiesett           | kiesett           | kiesett           | kiesett           |                   |                       |                      |                   |                   |                   | 34.      |

## Súlyemelés
| Versenyző      | Versenyszám | Szakítás | Szakítás | Lökés    | Lökés    | Összesen | Helyezés |
| Versenyző      | Versenyszám | Eredmény | Helyezés | Eredmény | Helyezés | Összesen | Helyezés |
| -------------- | ----------- | -------- | -------- | -------- | -------- | -------- | -------- |
| Musztafa Ahsád | +110 kg     | 140,0    | 19.      | 165,0    | 18.      | 305,0    | 18.      |